# IV Governo Provisório de Portugal
O IV Governo Provisório foi um governo de Portugal chefiado por Vasco Gonçalves. A sua tomada de posse deu-se a 26 de março de 1975, tendo o Governo caído a 8 de agosto de 1975, em pleno Verão Quente de 1975.

## Composição
A sua constituição era a seguinte:
Legenda de cores
| Cargo                                           | Detentor | Detentor                                 | Detentor | Período                                   |
| ----------------------------------------------- | -------- | ---------------------------------------- | -------- | ----------------------------------------- |
| Primeiro-ministro                               |          | Vasco Gonçalves (1921–2005)              |          | 26 de março de 1975 a 8 de agosto de 1975 |
| Ministro sem pasta                              |          | Álvaro Cunhal (1913–2005)                |          | 26 de março de 1975 a 8 de agosto de 1975 |
| Ministro sem pasta                              |          | Joaquim Magalhães Mota (1935–2007)       |          | 26 de março de 1975 a 8 de agosto de 1975 |
| Ministro sem pasta                              |          | Francisco Pereira de Moura (1925–1998)   |          | 26 de março de 1975 a 8 de agosto de 1975 |
| Ministro sem pasta                              |          | Mário Soares (1924–2017)                 |          | 26 de março de 1975 a 8 de agosto de 1975 |
| Ministro da Defesa Nacional                     |          | Silvano Ribeiro (1923–2004)              |          | 26 de março de 1975 a 8 de agosto de 1975 |
| Ministro da Coordenação Interterritorial        |          | António de Almeida Santos (1926–2016)    |          | 26 de março de 1975 a 8 de agosto de 1975 |
| Ministro da Administração Interna               |          | António Arnao Metello (1938–2008)        |          | 26 de março de 1975 a 8 de agosto de 1975 |
| Ministro da Justiça                             |          | Francisco Salgado Zenha (1923–1993)      |          | 26 de março de 1975 a 8 de agosto de 1975 |
| Ministro do Planeamento e Coordenação Económica |          | Mário Murteira (1933–2013)               |          | 26 de março de 1975 a 8 de agosto de 1975 |
| Ministro das Finanças                           |          | José Joaquim Fragoso (1928–)             |          | 26 de março de 1975 a 8 de agosto de 1975 |
| Ministro dos Negócios Estrangeiros              |          | Ernesto Melo Antunes (1933–1999)         |          | 26 de março de 1975 a 8 de agosto de 1975 |
| Ministro do Equipamento Social e do Ambiente    |          | José Augusto Fernandes (n/d–n/d)         |          | 26 de março de 1975 a 8 de agosto de 1975 |
| Ministro da Educação e Cultura                  |          | José Emílio da Silva (1940–2024)         |          | 26 de março de 1975 a 8 de agosto de 1975 |
| Ministro da Agricultura e Pescas                |          | Fernando Baptista (1942–)                |          | 26 de março de 1975 a 8 de agosto de 1975 |
| Ministro do Comércio Externo                    |          | José da Silva Lopes (1932–2015)          |          | 26 de março de 1975 a 8 de agosto de 1975 |
| Ministro da Indústria e Tecnologia              |          | João Cravinho (1936–2025)                |          | 26 de março de 1975 a 8 de agosto de 1975 |
| Ministro do Trabalho                            |          | José Inácio da Costa Martins (1938–2010) |          | 26 de março de 1975 a 8 de agosto de 1975 |
| Ministro dos Assuntos Sociais                   |          | Jorge Sá Borges (1933–2009)              |          | 26 de março de 1975 a 8 de agosto de 1975 |
| Ministro dos Transportes e Comunicações         |          | Álvaro Veiga de Oliveira (1929–2006)     |          | 26 de março de 1975 a 8 de agosto de 1975 |
| Ministro da Comunicação Social                  |          | Jorge Correia Jesuíno (1934–)            |          | 26 de março de 1975 a 8 de agosto de 1975 |